# Veia jugular anterior
A veia jugular anterior em anatomia, é uma veia do pescoço que surge próximo ao osso hioide a partir da confluência das veias submandibulares superficiais, em temanho é normalmente inversa à veia jugular externa.

## Função
A veia jugular anterior recolhe o sangue venoso da zona submentual e da região anterior do pescoço e o conduz até a veia subclávia, comunicando-se também com a rede jugular interna por um ramo comunicante.